# Lepus capensis
Lepus capensis (Заєць капський) — є одним з видів зайців.

## Опис
Хутро зверху сіро-коричневе з чорними вкрапленнями, низ білуватий. Хвіст пухнастий, зверху чорний, знизу білуватий. Довгі вуха мають чорні кінчики. Довжина тіла від 50 до 55 см, вага від 1,5 до 2,5 кілограм. Самиця більша за самця.

## Розповсюдження і місця проживання
Мешкають ізольованими популяціями на Аравійському півострові й на схід до Індії. Він також знаходиться на островах Сардинія і Кіпр. Географічний діапазон в Африці широкий і розділений на дві окремі області безлісих територій. Населяють сухі, відкриті місця проживання, такі як луки, напівпустелі, гірські райони, також знайдені в полях і плантаціях.

## Поведінка, відтворення
Ведуть нічний спосіб життя. При втечі від хижака досягає швидкості до 60 км/год. Раціон складається з рослинних матеріалів, а також ягід і грибів. Добре плавають.
Період вагітності становить близько 42 днів, і розмір приплоду 2—6. Новонароджені волохаті, мають відкриті очі, здатні пересуватися. Через три тижні вони беруть тверду їжу вперше, після чотирьох тижнів їх віднімають від годівлі молоком. Статевої зрілості досягають в межах від семи до дев'яти місяців. Тривалість життя становить максимум п'ять-шість років, однак, багато тварин не доживають до свого першого року.